# Estación de Albert
La estación de Albert es una estación ferroviaria francesa, de la línea férrea París-Lille, situada en la comuna de Albert, en el departamento de Somme (Alta Francia). Por ella transitan únicamente trenes regionales que unen Amiens y Rouen con el norte de Francia.

## Situación ferroviaria
La estación se encuentra en el punto kilométrico 155,296 de la línea férrea París-Lille. Antaño formaba también parte de una red local de ancho métrico cerrada tras la Segunda Guerra Mundial. 

## Historia
Fue inaugurada en la segunda mitad del siglo XIX por parte de la Compañía de ferrocarriles del Norte. Durante la Primera Guerra Mundial, quedó totalmente destruida tras la sangrienta batalla del Somme. En 1920 se reconstruyó la estación. En 1937, pasó a ser explotada por la SNCF.

## La estación
Construida por Gustave Umbdenstock, para la Compañía de Ferrocarriles del Norte en 1920 la estación luce un inconfundible estilo flamenco que combina ladrillos en sus paredes con pizarra en sus techos de dos vertientes. La obra de gran tamaño fruto de la importancia de la estación hasta la creación de la línea de alta velocidad entre París y Lille tiene su fachada decorada con escudos y varios arcos, el mayor sirve de acceso principal. Una delgada torre con reloj corona la estructura. En su interior se expone un avión Potez 36/14 monoplano de ala alta y dos plazas.
Dispone de tres vías con acceso a dos andenes uno central y otro lateral aunque la estación se completa con ocho vías más de servicio frecuentemente usadas por trenes de mercancías. Existe también otra vía más, usada para el tráfico de viajeros aunque sin acceso a andén.

## Servicios ferroviarios

### Regionales
El tráfico de pasajeros se limita en la actualidad a trenes regionales.
- Línea Amiens - Lille.
- Línea Amiens - Albert.
- Línea Rouen - Lille.